# Melanie Soyah
Melanie Halima Soyah (* 12. August 1977 in Frankfurt am Main) ist eine ehemalige deutsche Fußballspielerin.

## Karriere

### Als Spielerin
Soyah begann ihre Karriere beim FC Kalbach, gemeinsam mit Sandra Smisek. Im Alter von 14 Jahren wechselte sie zum FSV Frankfurt und begann 18-jährig ihre Profikarriere beim Deutschen Meister 1996 und verteidigte mit der Mannschaft den Meistertitel. In den folgenden beiden Spielzeiten gewann sie erneut mit der Mannschaft die Meisterschaft. Sie war bis zum Saisonende 2004/05 für die Frankfurterinnen aktiv, bevor sie zur Saison 2005/06 zum Ligakonkurrenten FC Bayern München wechselte. Ihr Bundesligadebüt für die Bayern gab sie am 28. August 2005 (3. Spieltag) bei der 1:3-Niederlage im Auswärtsspiel gegen den SC 07 Bad Neuenahr. Danach kam sie nur noch in den drei aufeinander folgenden Spieltagen zum Einsatz und legte nach Saisonende eine einjährige Pause ein. Danach wechselte sie auf Wunsch ihrer ehemaligen Mannschaftskollegin Nina Kirchhain zum RSV Roßdorf. Im gleichnamigen Ort im Landkreis Marburg-Biedenkopf ließ sie ihre aktive Karriere als Spielertrainerin ausklingen.

### Als Trainerin
In ihrer Zeit in Roßdorf arbeitete sie als Spieltrainerin des RSV Roßdorf und feierte 2008 als Trainerin den Aufstieg in die Fußball-Regionalliga Süd.

## Sonstiges
Nach dem Ende ihrer Karriere und dem erfolgreichen Abschluss als Kauffrau der Systemgastronomie erhielt Soyah eine Anstellung bei Vapiano; für das Unternehmen der Systemgastronomie ist sie heute als Junior Operations Manager tätig.
Am 29. Mai 2016 heiratete Soyah die ehemalige Fußballnationalspielerin Kim Kulig.